# منطقه حفاظت‌شده میرآباد
منطقهٔ حفاظت شده میرآباد با وسعت ۱۱۴۳۵ هکتار یکی از مناطق حفاظت شده ایران در استان آذربایجان غربی و در شهرستان میرآباد و شهرستان سردشت است. این منطقهٔ حفاظت شده در ۱۳۸۰/۷/۲۵ به فهرست مناطق حفاظت‌شده ایران تحت مدیریت سازمان حفاظت محیط زیست، اضافه شده‌است. این منطقه از سردشت ۲۳ کیلومتر و از پیرانشهر ۲۵ کیلومتر فاصله دارد.

## محیط طبیعی
منطقهٔ حفاظت شده میرآباد دارای گونه‌های درختی و درختچه‌ای شامل بلوط، زالزالک، پستهٔ کوهی، گلابی وحشی، بادام کوهی، سیب خودرو، نسترن، آلبالوی کوهی، تمشک، بید، انگور خودرو، گوجه کوهی درختچه‌ای، سماق، گیلاس کوهی، گردو، گون درختچه‌ای، گز و سایر گونه‌های گیاهی دیگر است.
در این منطقه، گونه‌های حیوانی مانند خرس قهوه‌ای، گراز وحشی، گرگ، روباه، خرگوش، سنجاب ایرانی، خارپشت، گورکن، شغال و سمور آبی است. گونه‌های دیگر مانند پرندگان شامل لک لک، عقاب، کبک، شاهین، چوب‌پا، کبوتر جنگلی، زنبورخوار، جغد جنگلی، سبز قبا، پری شاهرخ، دارکوب باغی، هدهد، زردپر، زاغ، کلاغ ابلق و آرچیلک وجود دارد.